# Distrito del Sudeste (Malta)
El Distrito del Sudeste fue uno de los seis distritos estadísticos de la República de Malta. Este distrito, al igual que los otros cinco, no poseen ningún fin administrativo; solo se los utiliza para conseguir datos estadísticos.

## Geografía
Este distrito tiene una extensión de territorio que ocupa unos 50,2 kilómetros cuadrados. A su vez, la población se compone de  61.007 personas (estimaciones para el año 2008). Considerando los datos anteriormente mencionados, se obtiene que la densidad poblacional de este distrito estadístico es de mil doscientos quince habitantes por kilómetro cuadrado.

## Consejos locales
El distrito abarca en su territorio a los siguientes consejos locales:
- Żejtun
- B'Bugia
- Gudja
- Għaxaq
- Kirkop
- M’Scala
- M’Xlokk
- Mqabba
- Qrendi
- Safi
- Żurrieq